# باشگاه فوتبال ماچیدا زلویا

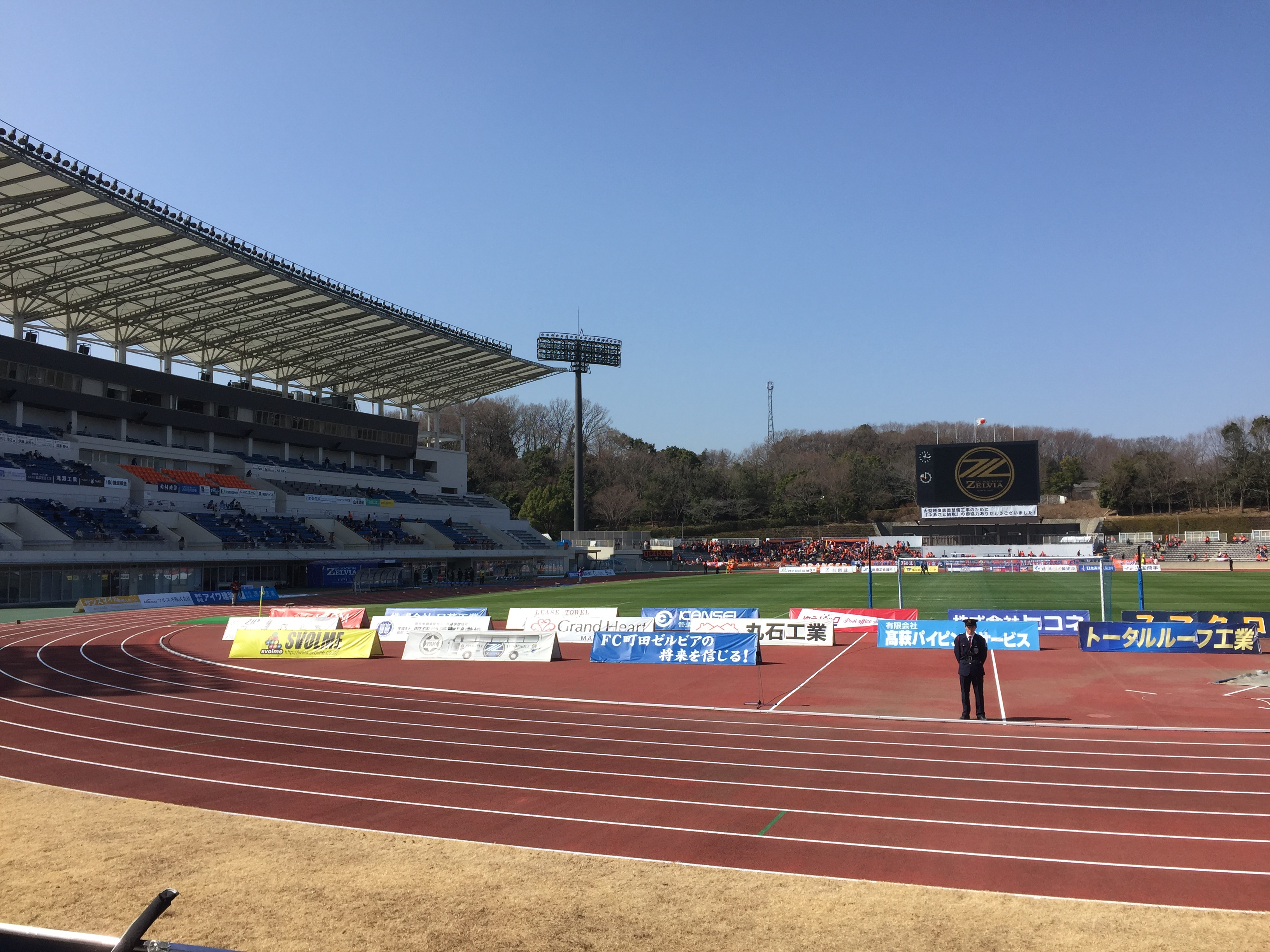
استادیوم ماچیدا سیتی

باشگاه فوتبال ماچیدا زلویا ژاپنی: FC町田ゼルビア باشگاه فوتبالی در شهر توکیو، ژاپن است که در جی‌لیگ بازی می‌کند. این باشگاه در سال ۱۹۸۹ میلادی پایه‌گذاری شده است.